# Apărarea Antiaeriană Sovietică
Apărărarea Antiaeriană Sovietică (Voyska PVO-Войска ПВО, sau PVO strany până în 1981) a fost ramură de apărare aeriană a forțelor armate sovietice. PVO este prescurtarea pentru protivovozdushnaya oborona sau „Apărare Antiaeriană”. A fost separat de Forțele Terestre în 1948, și a avut primul său comandant, Mareșalul Uniunii Sovietice Leonid Govorov, desemnat în 1954. În timpul perioadei sovietice a fost în general plasat al treilea în importanța serviciilor sovietice, după Forțele de Rachete Strategice și Forțele Terestre.
Spre deosebire de forțele de apărare aeriană occidentale, PVO Strany a fost o ramură a militarilor spre sine, separat de Aviația Sovietică. Principal său rol era făcut să intercepteze bombardierele Comandamentului Aerian Strategic (Strategic Air Command) în timp ce penetrau spațiul aerian sovietic într-un scenariu al Războiului Rece. Avea propria rețea de comandă, propriile școli, propriul radar și amplasamente de direcție a sunetului. Era compus din trei ramuri principale: unități de interceptoare, trupe de tehnicieni radio și rachete sol-aer.
În 1998, grupările de forțe și cartierele generale PVO care au rămas în Rusia au fuzionat cu Aviația Rusă.
Ziua Trupelor Apărării Aeriene a Statului (Den Voisk PVO Strany) era sărbătorită pe 10 aprilie în Uniunea Sovietică.

## Comandanți Supremi
- Mareșalul Uniunii Sovietice Leonid Govorov 1954-1955
- Mareșalul Uniunii Sovietice Serghei Biriuzov 1955-1962
- Mareșalul Aviației V.A. Sudeț 1962-1966
- Mareșalul Uniunii Sovietice Pavel Batitski 1966-1978
- Mareșalul Aviației A.I. Koldunov 1978-mai 1987
- Generalul Armatei I.M. Tretiak 31 mai 1987 - 24 august 1991

## Structura
Structura PVO în ultimii ani ai Uniunii Sovietice includea:
- Armata a 2-a Aeriană
- Armata a 6-a Aeriană
- Armata a 8-a Aeriană
- Armata a 10-a Aeriană
- Armata a 11-a Aeriană
- Armata a 12-a Aeriană
- Armata a 14-a Aeriană
- Armata a 19-a Aeriană

## Inventar(1987/1990)
Inventarul PVO din 1987 se compunea din:
- Interceptoare
  - 420 avioane Mikoian-Gurevici MiG-23
  - 305 avioane Mikoian-Gurevici MiG-25
  - 240 avioane Suhoi Su-15
  - 5 avioane Suhoi Su-27
  - 80 avioane Tupolev Tu-28
  - 65 avioane Iakovlev Iak-28
  - 95 avioane Mikoian MiG-31
- Avioane AWACS
  - 7 avioane Tupolev Tu-126
  - 1 avion Beriev A-50 Shmel
- Rachete sol-aer în serviciu în 1990 includeau:
  - 1400 S-25 Berkut
  - 2400 S-75 Dvina
  - 1000 S-125
  - 1950 S-200
  - 1700 S-300